# مارغريت سوترمايستر
مارغريت سوترمايستر (بالإنجليزية: Margaret Sutermeister)‏ هي مصورة أمريكية، ولدت في 10 أبريل 1875 في ميلتون في الولايات المتحدة، وتوفي بنفس المكان في 30 مايو 1950.